# Berndt Katter
Berndt Leopold Katter (Helsinque, 15 de outubro de 1932 - Turku, 20 de julho de 2014) foi um pentatleta finlandês. 

## Carreira
Berndt Katter representou seu país nos Jogos Olímpicos de 1956 e 1960, na qual conquistou a medalha de bronze, por equipes, em 1956. 